# Dangerous When Wet
Dangerous When Wet is een Amerikaanse muziekfilm uit 1953 onder regie van Charles Walters. Destijds werd de film in Nederland uitgebracht onder de titel De waterprinses.

## Verhaal
Het gezin Higgins woont op een melkveehouderij op het platteland van Arkansas. De leden van het gezin houden ervan om elke dag te zwemmen. Op een dag komt de handelsreiziger Windy Weebe naar het dorp. Hij verkoopt een elixer dat levenskracht en energie geeft. Wanneer hij erachter komt hoe goed het hele gezin kan zwemmen, is hij daarvan onder de indruk. Hij wil de oudste dochter Katie overhalen om het Kanaal over te zwemmen. Aanvankelijk heeft ze geen interesse, maar ze gaat uiteindelijk toch in op het aanbod. Met het prijzengeld wil ze de familieboerderij uitbreiden.
Bij hun aankomst in Groot-Brittannië ontdekken de gezinsleden tot hun ontzetting dat Katie een afstand van ongeveer 50 kilometer zal moeten afleggen. Tijdens de voorbereidingen wordt ze verliefd op de Fransman André Lanet. Hij wordt een belangrijke steun voor haar. Windy valt intussen voor het Franse meisje Gigi Mignon. Uiteindelijk slaagt Katie erin om het Kanaal over te steken. Ze wordt aan de andere kant opgewacht door haar geliefden.

## Rolverdeling
| Acteur              | Personage                |
| ------------------- | ------------------------ |
| Esther Williams     | Katie Higgins            |
| Fernando Lamas      | André Lanet              |
| Jack Carson         | Windy Weebe              |
| Charlotte Greenwood | Ma Higgins               |
| Denise Darcel       | Gigi Mignon              |
| William Demarest    | Pa Higgins               |
| Donna Corcoran      | Junior Higgins           |
| Barbara Whiting     | Suzie Higgins            |
| Bunny Waters        | Greta                    |
| Henri Letondal      | Joubert                  |
| Paul Bryar          | Pierre                   |
| Jack Raine          | Stuart Frye              |
| Richard Alexander   | Egyptische Kanaalzwemmer |
| Tudor Owen          | Oude zeebonk             |
| Ann Codee           | Mevrouw Lanet            |

## Productie
In 1951 kregen Debbie Reynolds en Carleton Carpenter de hoofdrollen. George Murphy en Una Merkel speelden de rol van Katie's ouders. Allen werden vervangen. Lamas sloeg de oorspronkelijk beperkte mannelijke hoofdrol aanvankelijk af, met de redenering dat hij naar Metro-Goldwyn-Mayer was gekomen om een 'filmster' te worden. Hij accepteerde de rol pas nadat deze werd herschreven en groter werd gemaakt. De opnameperiode was van augustus tot en met oktober 1952.
De tekenfilmscène waarin Tom en Jerry een gastoptreden maken, werd geregisseerd door Fred Quimby, William Hanna en Joe Barbera. De filmscène speelt zich af onderwater. Bij een voorvertoning geloofde het publiek niet dat Williams daadwerkelijk onderwater zwom; in de montage werden daarom roze bubbels getekend die uit haar mond verschenen; de kosten hiervan bedroegen 50.000 dollar.

## Ontvangst
De film werd gemaakt in de hoogtijdagen van Williams' carrière en bracht in de Verenigde Staten een aanzienlijk geldbedrag in het laatje.
In Nederland werd de film in 1954 vertoond in bioscopen. Recensent van De Waarheid noemde de film "een fantastisch verhaaltje, op een vrolijke manier verfilmd". In Het Vrije Volk werd de film "niet van het beste soort" genoemd; "maar wel gezellig om tegenaan te kijken". Recensent van De Telegraaf beschreef de film als "gezellige humor afgewisseld met een tikje romantiek",